# Wiltona filicicola
Genre
Synonymes
- Haurokoa Forster & Wilton, 1973 nec Fleming, 1955
- Novohaurokoa Özdikmen, 2009

Espèce
Synonymes
- Haurokoa filicicola  Forster & Wilton, 1973

Wiltona filicicola, unique représentant du genre Wiltona, est une espèce d'araignées aranéomorphes de la famille des Zoropsidae.

## Distribution
Cette espèce est endémique de Nouvelle-Zélande.

## Étymologie
Ce genre est nommé en l'honneur de Cecil Louis Wilton.

## Publications originales
- Forster & Wilton, 1973 : The spiders of New Zealand. Part IV. Otago Museum Bulletin, vol. 4, p. 1-309.
- Koçak & Kemal, 2008 : New synonyms and replacement names in the genus group taxa of Araneida. Centre for Entomological Studies Miscellaneous Papers, no 139/140, p. 1-4 (texte intégral).